# Stellium

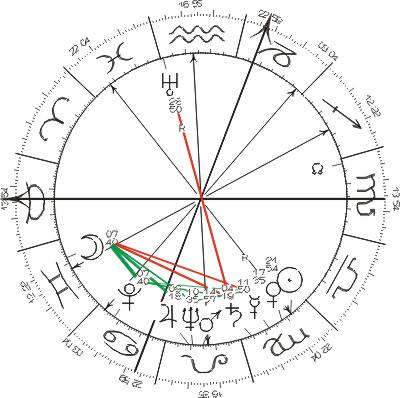
Tema natale di Fausto Coppi: doppio stellium, uno in Leone in IV casa, l'altro in Vergine in V casa

Lo stellium,  abbreviazione dal latino Satelletium, in astrologia è l'incontro di tre o più pianeti in congiunzione in un unico segno zodiacale o in una stessa casa astrologica.

## Proprietà
Lo stellium è un punto focale di energia: chi nasce con uno stellium nel proprio tema natale ha un carattere fortemente influenzato dal segno o dalla casa in cui è presente, qualunque sia il suo segno solare, incidendo su comportamento e personalità.
Per valutarne la potenza, bisogna considerare diversi fattori:
- la presenza o meno del Sole, ma anche della Luna,[5][6] che ne aumentano notevolmente la forza;
- la maggiore presenza di pianeti "veloci" (Luna, Mercurio, Venere, Marte) o "lenti" (Giove, Saturno, Urano, Nettuno, Plutone), che rendono la caratterizzazione dello stellium rispettivamente più effimera oppure più solida e costante;[4][6]
- la posizione contemporaneamente in un unico segno zodiacale e in un'unica casa, il che raddoppia l'influenza dello stellium nel carattere dell'individuo.[7]
- la presenza nello stellium di punti fittizi (relativi al karma) come ad esempio: Nodi lunari, Luna nera (Lilith), Punto di fortuna.[4]